# Associazione Nuotatori Brescia 2016-2017
Questa voce raccoglie le informazioni riguardanti l'Associazione Nuotatori Brescia nelle competizioni ufficiali della stagione 2016-2017.

## Rosa 2016-2017
| N° |                   | Ruolo | Giocatore           |
| -- | ----------------- | ----- | ------------------- |
| 1  | Italia (bandiera) | P     | Marco Del Lungo     |
|    | Italia (bandiera) | P     | Brando Dian         |
| 13 | Italia (bandiera) | P     | Stefano Morretti    |
| 2  | Italia (bandiera) | D     | Stefano Guerrato    |
| 10 | Italia (bandiera) | D     | Zeno Bertoli        |
| 4  | Serbia (bandiera) | D     | Sava Ranđelović     |
| 9  | Italia (bandiera) | D     | Nicholas Presciutti |
| 6  | Italia (bandiera) | CV    | Valerio Rizzo       |

| N° |                       | Ruolo | Giocatore            |
| -- | --------------------- | ----- | -------------------- |
| 5  | Montenegro (bandiera) | CV    | Vjekoslav Pasković   |
| 7  | Croazia (bandiera)    | A     | Petar Muslim         |
| 14 | Italia (bandiera)     | A     | Edoardo Manzi        |
| 8  | Italia (bandiera)     | A     | Alessandro Nora      |
| 3  | Italia (bandiera)     | A     | Christian Presciutti |
| 12 | Italia (bandiera)     | CB    | Christian Napolitano |
| 11 | Serbia (bandiera)     | CB    | Nemanja Ubović       |

### Staff
- Allenatore:  Alessandro Bovo
- Vice-Allenatore:  Enrico Oliva
- Direttore Sportivo:  Piero Borelli
- Addetto Stampa:  Stefano Gussago
- Medico Sociale:  Fabio Faiola

## Mercato
| Acquisti | Acquisti           | Acquisti     | Acquisti |
| R.       | Nome               | da           |          |
| -------- | ------------------ | ------------ | -------- |
| P        | Stefano Morretti   | Pescara N&PN |          |
| CV       | Vjekoslav Pasković | Galatasaray  |          |
| A        | Petar Muslim       | Primorje     |          |
| A        | Edoardo Manzi      | Sori         |          |
| A        | Vjekoslav Paskovíć | svincolato   |          |

| Cessioni | Cessioni         | Cessioni  | Cessioni |
| R.       | Nome             | a         |          |
| -------- | ---------------- | --------- | -------- |
| CV       | Luca Damonte     | Savona    |          |
| CV       | Guillermo Molina | Pro Recco |          |

## Risultati

### Serie A1

#### Girone di andata
| Arbitri: | Marco Piano Stefano Pinato |

|                                             |           |                                                                                 |
| Cannella, D. Giorgi: 2 Leporale, De Vena: 1 | Marcatori | 4: Rizzo 3: Pasković 2: C. Presciutti 1: Bertoli, Manzi, Napolitano, Ranđelović |

| Arbitri: | Alberto Rovida Cristina Taccini |

|                                                            |           |                                                           |
| Bertoli: 4 Muslim, N. Presciutti, Ubović: 2 Nora, Rizzo: 1 | Marcatori | 2: Renzuto I., Vlachopoulos 1: Dervisis, Saccoia, Subotić |

| Arbitri: | Fabio Collantoni Stefano Scappini |

|                               |           |                                                                                   |
| Lanzoni: 4 Krapić: 2 Tozzi: 1 | Marcatori | 3: Rizzo, Nora, Ubović 1: C. Presciutti, Pasković, Muslim, N. Presciutti, Bertoli |

### Coppa Italia

#### Seconda fase
L'AN Brescia entra in gioco a partire dalla seconda fase. Due gironi da quattro squadre ciascuno, si qualificano alla Final 4 le prime due di ciascun girone. L'AN Brescia è inclusa nel gruppo C, nel concentramento di Brescia.
| Arbitri: | Cristina Taccini Giuseppe Fusco |

|                                                                                                 |           |                                                     |
| Muslim: 4 Rizzo: 3 Bertoli, Napolitano, C. Presciutti: 2 Pasković, N. Presciutti, Ranđelović: 1 | Marcatori | 2: Gounas, Ravina 1: G. Bianco, J. Colombo, Damonte |

| Arbitri: | Fabio Brasiliano Stefano Pinato |

|                                                            |           |                                               |
| Ubović: 3 Manzi, Pasković, C. Presciutti, Rizzo: 2 Nora: 1 | Marcatori | 2: Migliorati 1: Briganti, Gianni, Vittorioso |

| Arbitri: | Fabio Brasiliano Stefano Pinato |

|                                                         |           |                                       |
| Manzi, Muslim, Nora, Pasković, C. Presciutti, Ubović: 1 | Marcatori | 2: Gallo 1: Bini, N. Gitto, S. Luongo |

### LEN Champions League

#### Secondo turno
Quattro gruppi da quattro squadre ciascuno: si qualificano al 2º turno le prime due di ciascun gruppo. L'AN Brescia è inclusa nel Gruppo F, nel concentramento di Brescia.
| Arbitri: | Matan Schwartz Boris Margeta |

|                                                                                   |           |                                                                    |
| Nora, Pasković: 3 Muslim, C. Presciutti, Rizzo: 2 Manzi, N. Presciutti, Ubović: 1 | Marcatori | 4: Latypov 2: Magomaev, Nagaev 1: Odincov, Ryžov-Aleničev, Šepelev |

| Arbitri: | Matan Schwartz Nenad Periš |

|                                                                      |           |                               |
| Rizzo: 3 Muslim: 2 Bertoli, Napolitano, C. Presciutti, Ranđelović: 1 | Marcatori | 3: Ćorić 1: Nikolov, Tankosić |

| Arbitri: | Nenad Periš Boris Margeta |

|                                               |           |                                                    |
| Pasković: 4 C. Presciutti, Rizzo: 3 Ubović: 1 | Marcatori | 4: Bátori 3: Zalánki 2: Salamon 1: Brguljan, Nikić |

#### Terzo turno
Quattro incontri a eliminazione diretta ad andata e ritorno. Le quattro vincitrici accedono alla fase finale a cui si aggiungono otto wild-card per un totale di dodici squadre, le sconfitte entrano nel tabellone dei quarti di finale della Euro Cup. L'AN Brescia è accoppiata allo Jadran di Herceg Novi.
| Arbitri: | Sergej Naumov György Kun |

|                                                                          |           |                                |
| Pasković, Ranđelović: 4 N. Presciutti, Rizzo: 2 Muslim, C. Presciutti: 1 | Marcatori | 2: Moskov, Ukropina 1: Kovačić |

| Herceg Novi 9 novembre 2016, ore ??:?? CEST Ritorno | Jadran H.N. | – | AN Brescia | Piscina Jadran |

## Statistiche

### Statistiche di squadra
- Statistiche aggiornate al 29 ottobre 2016.

| Competizione     | Punti | In casa | In casa | In casa | In casa | In casa | In casa | In trasferta | In trasferta | In trasferta | In trasferta | In trasferta | In trasferta | Neutro | Neutro | Neutro | Neutro | Neutro | Neutro | Totale | Totale | Totale | Totale | Totale | Totale | DR  |
| Competizione     | Punti | G       | V       | N       | P       | Gf      | Gs      | G            | V            | N            | P            | Gf           | Gs           | G      | V      | N      | P      | Gf     | Gs     | G      | V      | N      | P      | Gf     | Gs     | DR  |
| ---------------- | ----- | ------- | ------- | ------- | ------- | ------- | ------- | ------------ | ------------ | ------------ | ------------ | ------------ | ------------ | ------ | ------ | ------ | ------ | ------ | ------ | ------ | ------ | ------ | ------ | ------ | ------ | --- |
| Serie A1         | 9     | 1       | 1       | 0       | 0       | 12      | 7       | 2            | 2            | 0            | 0            | 27           | 13           | 0      | 0      | 0      | 0      | 0      | 0      | 3      | 3      | 0      | 0      | 39     | 20     | +19 |
| Coppa Italia     | -     | 3       | 3       | 0       | 0       | 34      | 17      | 0            | 0            | 0            | 0            | 0            | 0            | 0      | 0      | 0      | 0      | 0      | 0      | 3      | 3      | 0      | 0      | 34     | 17     | +17 |
| Champions League | -     | 4       | 3       | 1       | 0       | 49      | 32      | 0            | 0            | 0            | 0            | 0            | 0            | 0      | 0      | 0      | 0      | 0      | 0      | 4      | 3      | 1      | 0      | 49     | 32     | +17 |
| Totale           | -     | 8       | 7       | 1       | 0       | 95      | 56      | 2            | 2            | 0            | 0            | 27           | 13           | 0      | 0      | 0      | 0      | 0      | 0      | 10     | 9      | 1      | 0      | 122    | 69     | +53 |

### Classifica marcatori
| Tot. | Giocatore            | A1 | CI | CL |
| ---- | -------------------- | -- | -- | -- |
| 23   | Valerio Rizzo        | 8  | 5  | 10 |
| 19   | Vjekoslav Pasković   | 4  | 4  | 11 |
| 15   | Christian Presciutti | 3  | 5  | 7  |
| 13   | Petar Muslim         | 3  | 5  | 5  |
| 11   | Nemanja Ubović       | 5  | 4  | 2  |
| 9    | Alessandro Nora      | 4  | 2  | 3  |
| 9    | Zeno Bertoli         | 6  | 2  | 1  |
| 7    | Sava Ranđelović      | 1  | 1  | 5  |
| 7    | Nicholas Presciutti  | 3  | 1  | 3  |
| 5    | Edoardo Manzi        | 1  | 3  | 1  |
| 4    | Christian Napolitano | 1  | 2  | 1  |